# Les tretze roses (pel·lícula)
Les tretze roses (originalment en castellà, Las 13 rosas) és una pel·lícula espanyola de Emilio Martínez Lázaro. Produïda per Enrique Cerezo Producciones Cinematográficas, amb la col·laboració de TVE i el Ministeri de Cultura espanyol. S'ha doblat al català per TV3, i es va estrenar el 12 d'octubre de 2022.
Està inspirada en els fets que es relaten en el llibre de Trece rosas rojas de Carlos Fonseca sobre la història de Les Tretze Roses, el guió és de l'escriptor Ignacio Martínez de Pisón. Va estar rodada a la localitat segoviana de Vegas de Matute, així com a Toledo, Madrid i a Alcalá de Henares.
En el dia 14 de setembre de 2007, va ser preseleccionada per l'Acadèmia Espanyola de Cinema amb altres dos, Luz de domingo i L'orfenat, per representar a Espanya en els premis Oscar. No obstant això, aquesta mateixa entitat va anunciar el dia 27 del mateix mes que la triada definitivament per a aquesta carrera fos L'orfenat.

## Argument
Tretze joves algunes d'elles militants de les Joventuts Socialistes Unificades (JSU), en realitat innocents, van ser detingudes un mes després d'acabar la Guerra Civil Espanyola.
El 3 d'agost de 1939 van ser jutjades, per procediment sumaríssim, a porta tancada, acusades de pertànyer a les JSU i de repartir pasquins poc abans de l'entrada de les tropes franquistes a Madrid, al març d'aquest mateix any. En el judici se'ls va condemnar a morir en un termini de setanta-dues hores; abans de complir-se el termini, el 5 d'agost, van ser afusellades. Tenien entre 16 i 29 anys. En aquells dies la majoria d'edat estava fixada als 21 anys, set de les tretze eren menors. Des de llavors, se'ls coneix com les Tretze Roses.
Havien demanat morir al costat d'altres companys que anaven a ser afusellats aquest dia, però els seus botxins no van accedir a concedir-los aquest últim desig.
Les joves, donant prova d'una serenitat admirable, van distribuir les seves pertinences entre les recluses, van tenir el valor de rentar-se i pentinar-se, es van posar els seus vestits més bonics i van esperar amb fermesa i sang freda que vinguessin a conduir-les a la capella. Ja en capella, els van autoritzar a escriure una carta als seus familiars, i cadascú va començar a compondre aquell record que parlaria de la monstruosa injustícia comesa.
Van consolar a les altres recluses que ploraven, assegurant que se sentien felices de donar la seva vida per una causa justa. Quan van venir els seus botxins les tretze van sortir cridant: «visca la República!».

## Premis i nominacions

### XXII edició dels Premis Goya
| Categoria                        | Persona                                   | Resultat  |
| -------------------------------- | ----------------------------------------- | --------- |
| Millor pel·lícula                | Millor pel·lícula                         | Candidat  |
| Millor director                  | Emilio Martínez Lázaro                    | Candidat  |
| Millor actor de repartiment      | José Manuel Cervino                       | Guanyador |
| Millor actriu revelació          | Nadia de Santiago                         | Candidat  |
| Millor guió original             | Ignacio Martínez de Pisón                 | Candidat  |
| Millor música original           | Roque Baños                               | Guanyador |
| Millor fotografia                | José Luis Alcaine                         | Guanyador |
| Millor muntatge                  | Fernando Pardo                            | Candidat  |
| Millor direcció artística        | Eloy Hidalgo                              | Candidat  |
| Millor direcció de producció     | Martín Cabañas                            | Candidat  |
| Millor disseny de vestuari       | Lena Mossum                               | Guanyador |
| Millor maquillatge i perruqueria | Mariló Osuna Almudena Fonseca José Juez   | Candidats |
| Millors efectes especials        | Pau Costa Raúl Ramanillos Carlos Lozano   | Candidats |
| Millor so                        | Carlos Bonmatí Alfonso Pino Carlos Farudo | Candidats |